# (129) Antigone
Pour les articles homonymes, voir Antigone.
(129) Antigone est un astéroïde de la ceinture principale découvert par Christian Peters le 5 février 1873.
D'après les observations radar, cet astéroïde serait composé de nickel-fer presque pur.